# Fedele D'Amico
Fedele D'Amico (Roma, 27 dicembre 1912 – Roma, 10 marzo 1990) è stato un musicologo, critico musicale e critico teatrale italiano.

## Biografia
Chiamato familiarmente Lele, era figlio del critico teatrale Silvio. Dopo la laurea in Giurisprudenza studiò musica con Alfredo Casella e iniziò a collaborare come critico musicale a "Il Tevere" di Telesio Interlandi, legandosi successivamente al mondo antifascista e, in particolare, al gruppo dei cattocomunisti romani Adriano Ossicini e Franco Rodano. In questa veste fu direttore dal 1943 al 1944 del giornale "Voce operaia". Dopo la caduta del fascismo visse per un periodo in Svizzera dovendo curarsi per la tubercolosi. In seguito riprese l'attività intellettuale e di critico musicale, occupandosi in particolar modo di Gioachino Rossini, Giacomo Puccini, Gian Carlo Menotti, Goffredo Petrassi, Alfredo Casella, Pietro Mascagni, Hector Berlioz, Modest Petrovič Musorgskij, Richard Strauss, Arnold Schönberg, Nikolaj Andreevič Rimskij-Korsakov, Leoš Janáček, Bedřich Smetana, Alban Berg (fornendo sue versioni in italiano di varie opere) e collaborando a varie riviste ("Cultura e realtà", "Vie nuove", "Il contemporaneo", "Nuova rivista musicale italiana", "Melos", "Scuola e cultura", "Paragone"), alla Enciclopedia dello Spettacolo e al Dizionario enciclopedico universale della musica e dei musicisti della UTET. Fu anche consulente musicale della RAI e curatore dei programmi di sala del Teatro dell'Opera di Roma. Dal 1967 al 1989 fu critico musicale de "L'Espresso", e dal 1963 professore di Storia della musica all'Università La Sapienza di Roma.
Einaudi pubblicò sue versioni del teatro di Bertolt Brecht e dell'Egmont di Goethe.
Per Garzanti curò la storia di Giuseppe Verdi postuma di Gabriele Baldini; per Il Saggiatore, insieme a Luigi Dallapiccola, il volume di tutti gli scritti sulla musica di Ferruccio Busoni. Per Adelphi introdusse Il paese del melodramma, raccolta di Bruno Barilli.
Morì a Roma nel 1990.

## Vita privata
Sposò nel 1938 Suso Cecchi, dalla quale ebbe tre figli, Masolino, Silvia e Caterina.

## Opere principali
- I casi della musica, Milano, Il Saggiatore, 1962
- Fedele D'Amico, Un ragazzino all'Augusteo: scritti musicali, collana Saggi, Einaudi, 1991, ISBN 978-88-06-12385-7.
- Fedele D'Amico, Il teatro di Rossini, collana Universale paperbacks Il Mulino, Il Mulino, 1992, ISBN 978-88-15-03459-5.
- Fedele D'Amico, Scritti teatrali 1932-1989, Rizzoli, 1992, ISBN 978-88-17-24213-4.
- Fedele D'Amico, Luigi Bellingardi e Suso Cecchi d'Amico, Tutte le cronache musicali, Bulzoni, 2000, ISBN 978-88-8319-390-3.
- L'albero del bene e del male. Naturalismo e decadentismo in Puccini (raccolta di scritti a cura di Jacopo Pellegrini), Maria Pacini Fazzi,  Fedele D'Amico, L'albero del bene e del male: naturalismo e decadentismo in Puccini, collana La rosa, M. Pacini Fazzi, 2000, ISBN 978-88-7246-403-8.
- Eppure, forse, domani: carteggio 1938-1990 con Rudolf Arnheim, a cura di Isabella d'Amico, introduzione di Franco Serpa, Milano,  Rudolf Arnheim, Fedele D'Amico e Isabella D'Amico, Eppure, forse, domani: carteggio 1938 - 1990, Archinto, 2000, ISBN 978-88-7768-267-3.
- Luciano Berio, Fedele D'Amico e Isabella D'Amico, Nemici come prima: carteggio 1957-1989, Archinto, 2002, ISBN 978-88-7768-357-1.
- Fedele D'Amico, Nicola Badolato e Lorenzo Bianconi, Forma divina: saggi sull'opera lirica e sul balletto, collana Historiae musicae cultores, Leo S. Olschki Editore, 2012, ISBN 978-88-222-6213-4, OCLC 827950724. URL consultato il 17 maggio 2025.